# Lebeda (rod)
Lebeda (Atriplex) je rozsáhlý rod čítající asi 300 druhů vyšších dvouděložných rostlin, které jsou jednoleté, víceleté, bylinné i keřovité a dorůstají do výšky od několika decimetrů po dva metry. Mívají mnoho drobných, nenápadných květů. Často mají lodyhy i listy pokryté drobnými stříbřitými či matně šedými chloupky nebo drobnými šupinkami.
Rod lebeda podle starších taxonomických systémů, založených hlavně na morfologii rostlin, příslušel do čeledi merlíkovitých (Chenopodiaceae). S nástupem nového taxonomického systému APG, založeného na molekulárně biologických metodách, byla v roce 2001 tato čeleď rekonstruována a vřazena do čeledi laskavcovitých (Amaranthaceae) jako podčeleď merlíkové (Chenopodoideae).

## Výskyt
Mimo polárních oblastí se lebedy vyskytují po celé zeměkouli, nejvíce druhů roste v subtropech. Mnoho druhů je slanomilných nebo vlhkomilných a rostou ve slaných mokřinách, jiným se zase dobře daří v půdách suchých, zásaditých a chudých na živiny, jaké bývají v polopouštích.

## Popis
Lebedy jsou byliny nebo keře, jež mohou být monokarpní (obvykle jednoleté byliny) nebo polykarpní (nejčastěji víceleté keře) a nejčastěji vyrůstají z hluboko sahajících kořenů. Listy jsou pouze lodyžní, někdy jsou u báze nahloučené, vyrůstají nejčastěji střídavě, řidčeji vstřícně nebo ve spirále. Jednoduché, mírně dužnaté listy jsou přisedlé nebo mají řapíky, jejich čepele jsou celokrajné, pilovité nebo lalokovité a mívají tvar podlouhlý, vejčitý, trojúhelníkovitý, kosníkovitý nebo hrálovitý.
Rostliny jsou často jednodomé či mnohomanželné (na jedné rostlině jsou květy jednopohlavné a zároveň i oboupohlavné), méně často se vyskytují dvoudomé. Jednotlivé stopkaté květy obvykle vyrůstají z paždí listů nahuštěné v klubkách nebo na koncích větví a vytvářejí terminální květenství. Samčí květy bez listenů mají troj- až pětičetná okvětí a stejný počet částečně srostlých tyčinek s prašníky. Samičí květy jsou většinou bez okvětí, mají jednodílný semeník a čnělku s dvojitou bliznou. Samičí květy bývají uzavřeny v páru různě tvarovaných listenců tvořících nad vznikajícím plodem krovky, které k osemení pevně přiléhají, ale nejsou přirostlé. K opylení květů dochází nejčastěji větrem a někdy i za pomoci hmyzu. Plody jsou nažky, které jsou u samičích květů hnědé, elipsovité nebo kulovité a jsou schopné okamžitě klíčit. Z oboupohlavných květu jsou někdy nažky rozdílné, bývají černé, mají čočkovitý tvar a jsou dormantní, vyklíčí až na jaře.

## Rozmnožování
Lebedy se snadno rozšiřují semeny (nažkami), kterých rostliny vyprodukují veliká množství, za příhodných podmínek dokážou brzy zarůst velké plochy. Semena mají různou dobu dormance a většinou si podržují klíčivost po několik let. Víceleté rostliny lze navíc množit řízky.

## Význam
Listy mladých rostlin mnoha bylinných druhů se připravují jako saláty nebo se upravují jako špenát. V evropských podmínkách to jsou např. lebeda lesklá, lebeda zahradní, lebeda rozkladitá a lebeda rozprostřená. Tyto rostliny téměř neobsahují kyselinu šťavelovou, a jsou proto ke konzumaci vhodnější než listy špenátu. Semena se nekonzumují. Vzrostlé rostliny jsou dobrým krmivem domácím i volně žijícím býložravcům, husté porosty vytrvalých rostlin zase skýtají vítaný úkryt drobným polní savcům i ptákům.
Některé druhy, např. lebeda zahradní, se vyskytují v různých barevných formách (zelené, žluté nebo červené) a pěstují se i jako okrasné rostliny. Lebedy jako větrosnubné rostliny produkují veliké množství pylu a bývají společně s laskavci a merlíky častou příčinou pylové alergie.
Při výrobě geneticky modifikované rýže, která má schopnost růst ve slanější vodě, byl do genomu rýže zabudován gen ze slanomilné lebedy gmelinovy. Podobné odolnosti se dosáhlo u rajčat nebo květáků použitím genu z lebedy zahradní.
Velká rozmnožovací schopnost a nenáročnost na půdní podmínky je důvodem k tomu, že např. lebeda rozkladitá a lebeda hrálovitá jsou považovány za nepříjemný polní plevel, který ve vlhkých podmínkách silně zapleveluje okopaniny i obilniny.

## Taxonomie
Rod lebeda je tvořen asi 300 druhy, v české přírodě se vyskytuje trvale nebo jen přechodně těchto 11 druhů:
- lebeda hrálovitá (Atriplex prostrata) DC.
- lebeda lesklá (Atriplex sagittata) Borkh.
- lebeda pobřežní (Atriplex littoralis) L.
- lebeda podlouhlolistá (Atriplex oblongifolia) Waldst. et Kit.
- lebeda poloměsíčitá (Atriplex semilunaris) Aellen
- lebeda rozkladitá (Atriplex patula) L.
- lebeda různosemenná (Atriplex micrantha) Ledeb.
- lebeda růžová (Atriplex rosea) L.
- lebeda sibiřská (Atriplex sibirica) L.
- lebeda tatarská (Atriplex tatarica) L.
- lebeda zahradní (Atriplex hortensis) L.

a jeden kříženec
- (Atriplex ×northusiana) K. Wein (A. oblongifolia × A. patula)

V Evropě dále vyrůstá ještě těchto 14 druhů:
- Atriplex aucheri
- Atriplex calotheca
- Atriplex cana
- Atriplex glabriuscula
- Atriplex glauca – lebeda sivá
- Atriplex halimus – lebeda slanomilná
- Atriplex hastata – lebeda rozprostřená
- Atriplex laciniata – lebeda dřípená
- Atriplex longipes
- Atriplex mollis
- Atriplex patens
- Atriplex praecox
- Atriplex recurva
- Atriplex sphaeromorpha

a kříženec
- Atriplex ×gustafssoniana

## Zvláštnost
U některých druhů mohou jedinci v reakci na nepříznivé podmínky změnit pohlaví svých květů. Vytrvalá, keřovitá, suchomilná Atriplex canescens má na stanovišti asi 90 % rostlin, které dlouhodobě mají jen samčí nebo jen samičí květy, a 10 % se současně samčími i samičími květy. Po období mimořádně dlouho trvajícího sucha nebo abnormálně chladné zimy začnou v dalších vegetačních obdobích na některých původně samčích rostlinách trvale vyrůstat květy samičí.

## Galerie

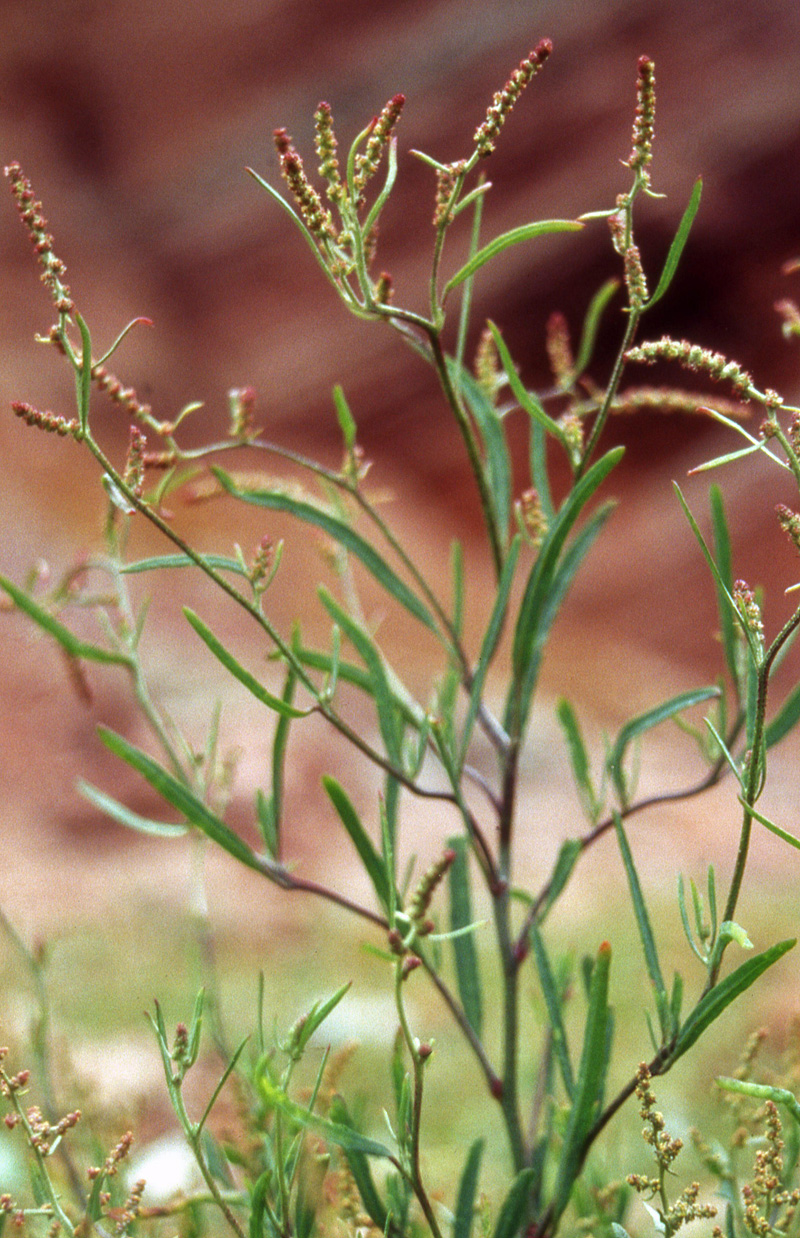
Bylinná lebeda pobřežní
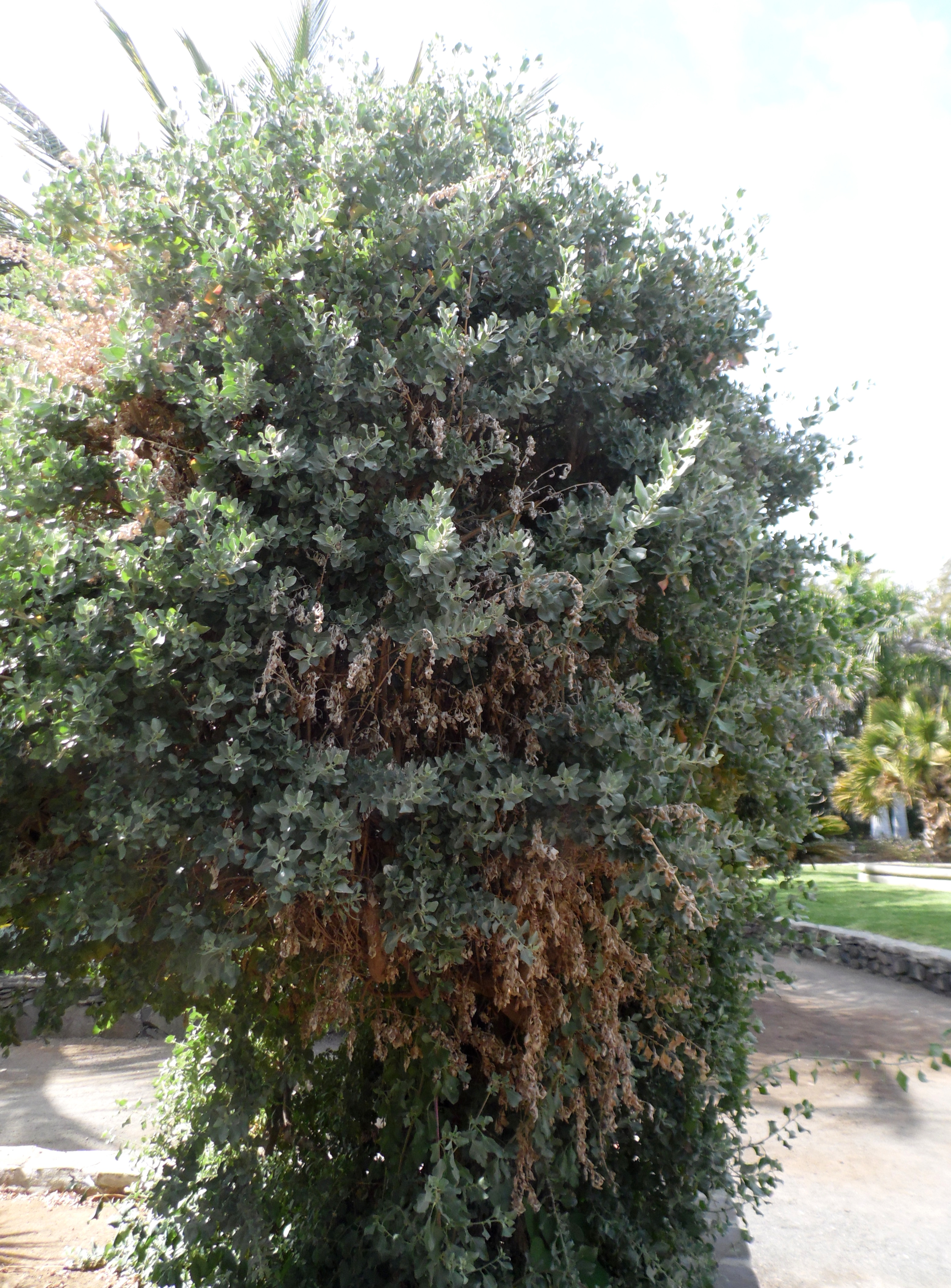
Keřovitá lebeda slanomilná
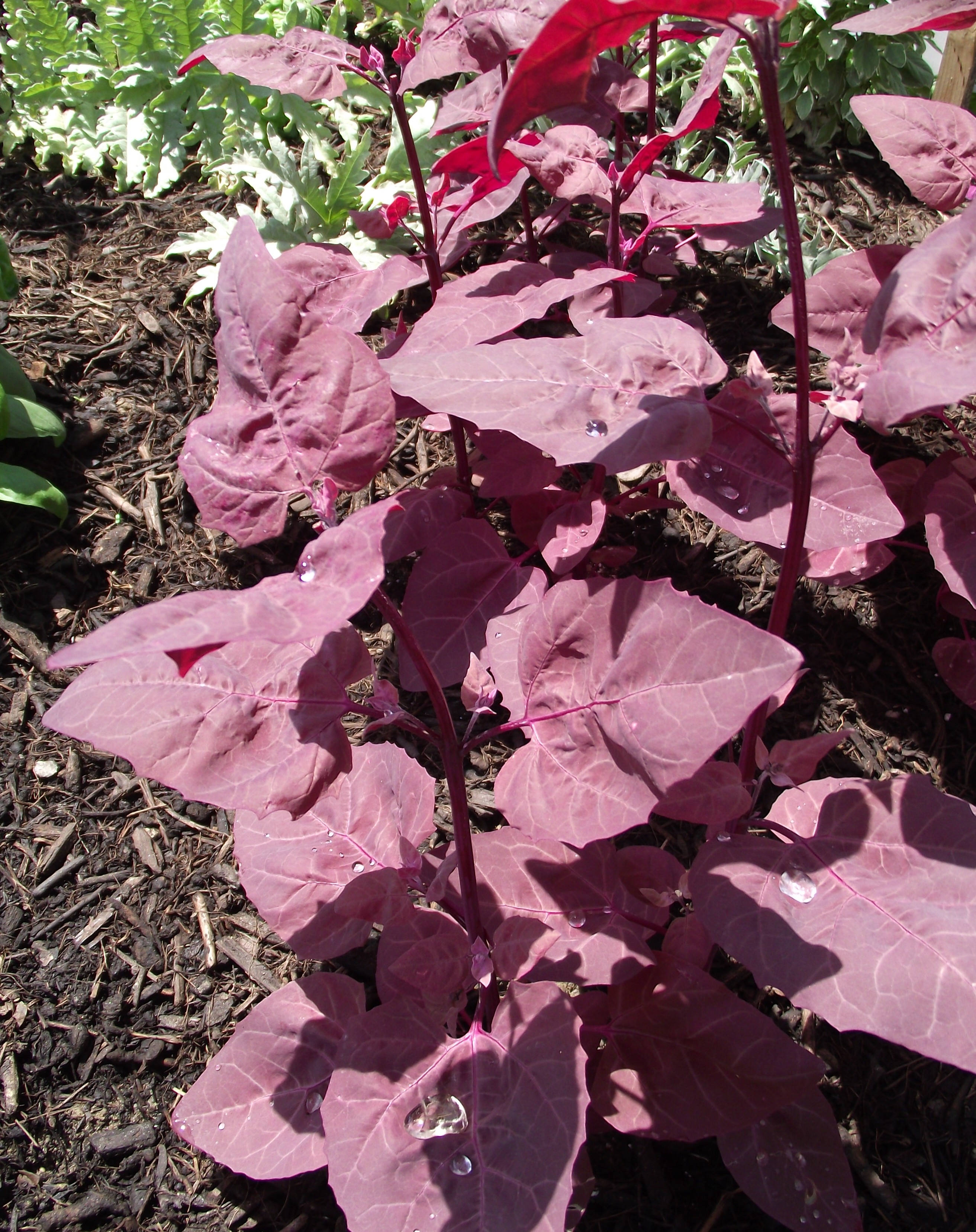
Lebeda zahradní – červená forma
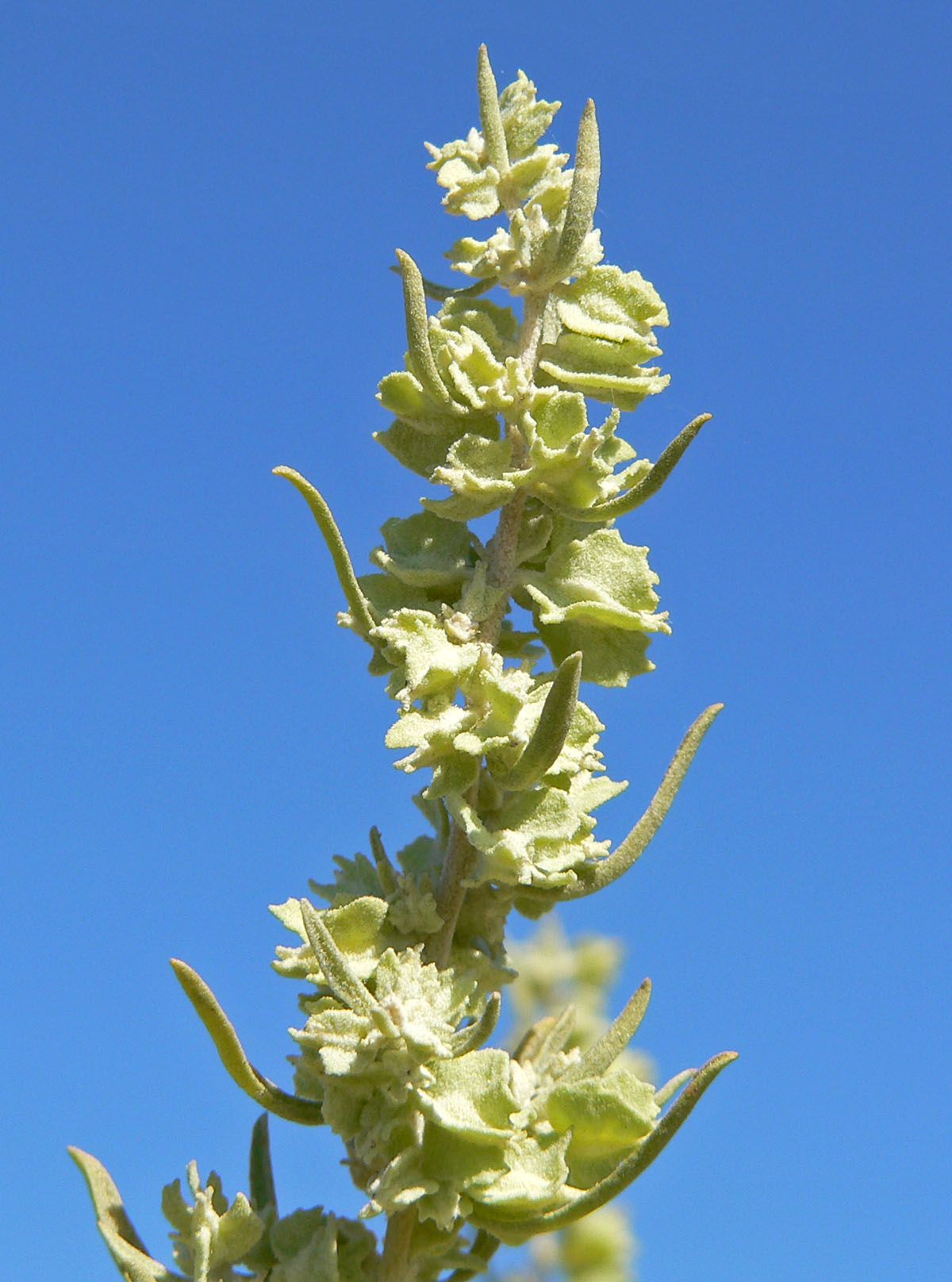
Květenství
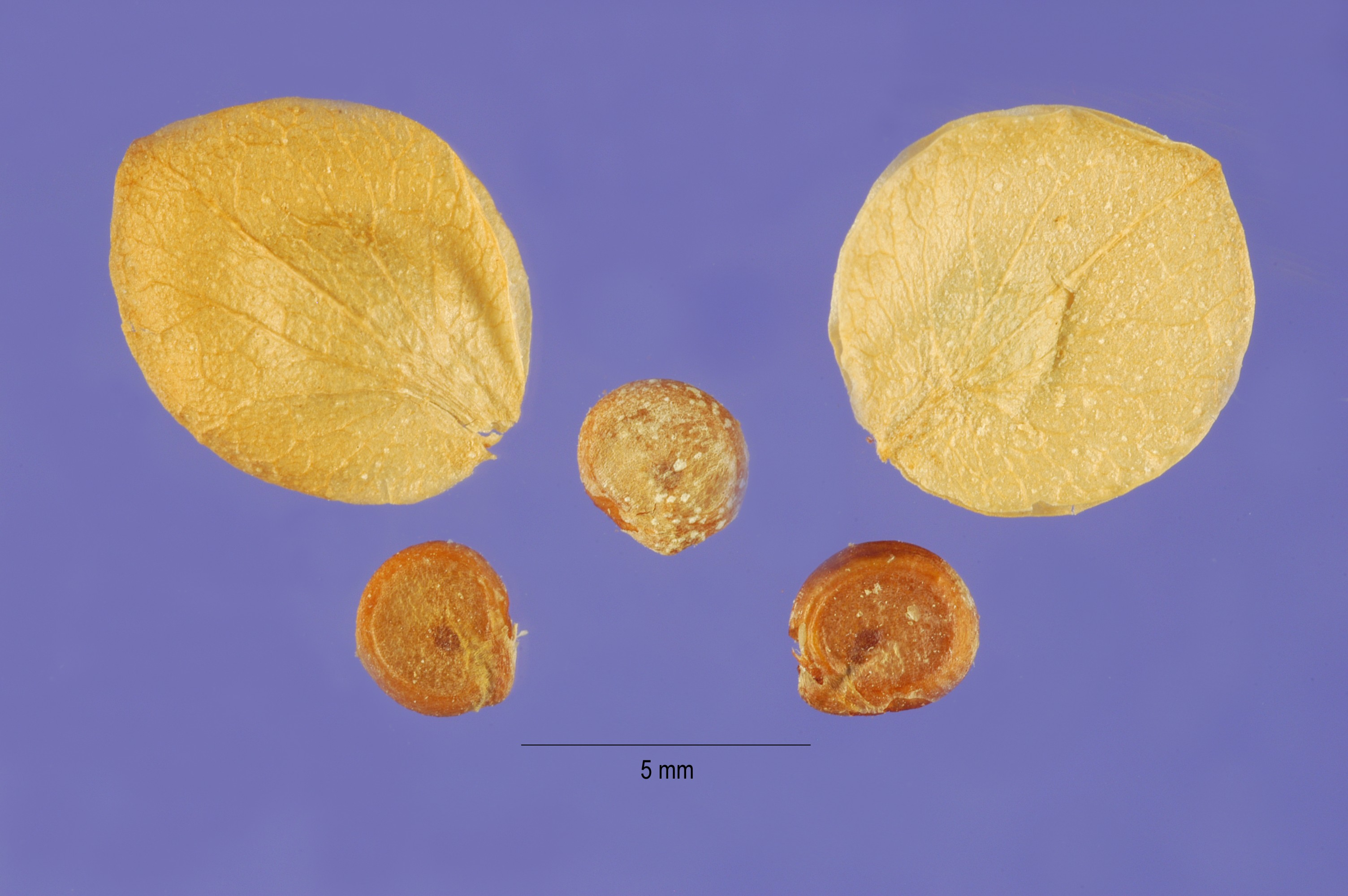
Semena volná a semena v krovkách